# Europa Nostra
Europa Nostra (Latijn voor Ons Europa) is een pan-Europese federatie van 250 niet-gouvernementele organisaties en non-profitorganisaties uit 45 landen, die zich gezamenlijk inzetten voor alles wat met het behoud van cultureel erfgoed en stedelijke en rurale planning te maken heeft.
Om dit doel te bereiken ondersteunt de federatie campagnes op nationaal en internationaal niveau die erop gericht zijn het belang van het culturele erfgoed in de kijker te plaatsen. De nadruk ligt hierbij meer in het bijzonder op het stimuleren van de burgermaatschappij in Centraal- en Oost-Europa. Daarnaast onderhoudt Europa Nostra nauwe banden met vooral de Europese Unie, de Raad van Europa en UNESCO.
Europa Nostra werd in 1963 opgericht op initiatief van Italia Nostra. Dit is een organisatie die indertijd tot doel had het culturele erfgoed van Venetië te redden, nadat dit gebied door een zware overstroming was getroffen.
In samenwerking met de Europese Commissie organiseert Europa Nostra elk jaar de Europa Nostra Conservation Award, ofwel de prijs van de Europese Unie voor cultureel erfgoed. Begin 2006 werd Europa Nostra uitgekozen als het nieuwe coördinatiebureau voor de Open Monumentendagen.
Sedert 2009 wordt Europa Nostra geleid door de wereldberoemde operazanger en dirigent Plácido Domingo. Eerdere voorzitters waren Pilar van Bourbon (2007-2009), Henri de Laborde de Monpezat (1990-2007) en Hans de Koster (1984-1990).
De activiteiten worden gecoördineerd vanuit het internationaal secretariaat, gevestigd in Den Haag, Nederland. In diverse Europese landen wordt het internationaal secretariaat in zijn taken ondersteund door nationale vertegenwoordigers.